# Medios AG
Die Medios AG ist ein Berliner Pharmaunternehmen im Specialty-Pharma-Bereich. Das Unternehmen stellt insbesondere Arzneimittel für chronische und seltene Erkrankungen her und ist zudem im Bereich des Arzneimittelgroßhandels tätig. Medios deckt die Indikationsgebiete Onkologie, Neurologie, Autoimmunologie, Ophthalmologie, Hämophilie und Infektiologie ab.
Die Medios-Gruppe setzt sich aus mehreren Tochtergesellschaften zusammen. Dazu zählen im Segment Patientenindividuelle Therapien u. a. die Medios Manufaktur GmbH, die auf direkte Nachfrage von Apotheken insbesondere Infusionen für die Onkologie herstellt, die Medios Individual GmbH, die parenteral anwendbare Virostatika, Antibiotika und Zytostatika sowie Produkte für die parenterale Ernährung produziert, und im Segment Arzneimittelversorgung u. a. die Medios Pharma GmbH als Großhandelsunternehmen für pharmazeutische Produkte. Die Medios Digital GmbH bietet die Plattform Mediosconnect an, die Apotheken die direkte und einfache Bestellung und Abrechnung von patientenindividuellen Therapien ermöglicht.
Im Jahr 2021 hat Medios den spezialisierten pharmazeutischen Großhändler Cranach Pharma GmbH übernommen und im Jahr 2022 den Arzneimittelhersteller NewCo Pharma erworben.
Im Januar 2023 hat Medios die Übernahme des pharmazeutischen Herstellbetriebs Blisterzentrum Baden-Württemberg GmbH abgeschlossen.
Die Medios AG entstand im August 2016 durch die Einbringung der bereits bestehenden Medios Manufaktur GmbH in die Crevalis Capital AG. Die Crevalis Capital AG diente dabei als Börsenmantel und ermöglichte ein Reverse IPO der Medios AG.